# Ligne de Raon-l'Étape à Raon-sur-Plaine

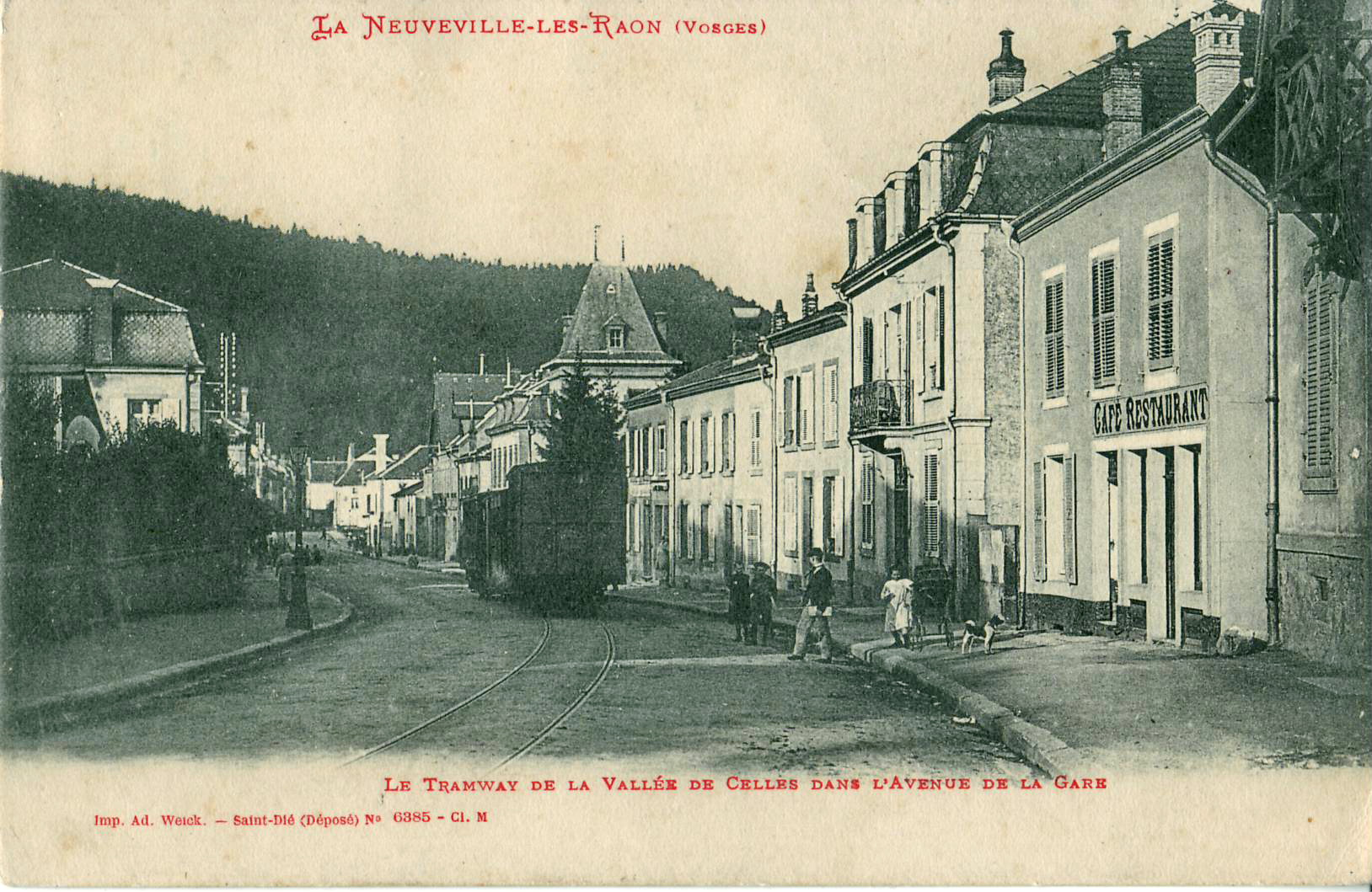
Rame dans l'Avenue de la Gare à Raon-l'Étape, vers 1910

La Ligne de la vallée de Celles ou Ligne de Raon-l'Étape à Raon-sur-Plaine était une ligne de chemin de fer secondaire à voie métrique, ayant desservi la vallée de la Plaine, limitrophe entre la Meurthe-et-Moselle et les Vosges. Elle reliait de 1907 à 1950 Raon-l'Étape à Raon-sur-Plaine et desservait le bourg de Celles-sur-Plaine, d'où son nom.

## Chronologie
- Loi du 30 avril 1902 : concession de la ligne pour une durée de 75 ans[1].
- 1903 : création de la société d'exploitation.
- 1907 : ouverture de la ligne.
- 1914 : fermeture provisoire de la ligne.
- 1915 : réouverture partielle (Raon-l'Étape — Celles-sur-Plaine).
- 1919 : réouverture de la totalité de la ligne.
- 1940 : fermeture provisoire de la ligne.
- 1946 : réouverture de la ligne.
- 1950 : fermeture définitive de la ligne.

## Historique
La vallée de la Plaine abritait une importante usine de textile à Celles-sur-Plaine, propriété de Charles Cartier-Bresson. Elle comptait également de nombreuses exploitations forestières et scieries. L'objectif du chemin de fer était la desserte de ces exploitations (14 embranchements seront construits) et l'acheminement des ouvriers.
La convention de concession est signée le 1er février 1902 entre le préfet des Vosges, M. Tallon, et MM. Marande, ancien conseiller général de Raon-l'Étape, Charles Jeanpierre, propriétaire à Vandœuvre, et Charles Cartier-Bresson, industriel et maire de Celles-sur-Plaine.
Conformément à la réglementation, les concessionnaires créent une société anonyme, la Société du Chemin de Fer de la Vallée de Celles, constituée le 21 mars 1903. Charles Cartier-Bresson en est le président et Charles Lecuve, maire d'Allarmont, est associé.
L'ouverture provisoire à l'exploitation fut accordée jusqu'à Allarmont, le 24 juin 1907, puis sur toute la ligne le 26 juillet pour les voyageurs et le 1er août pour les marchandises.
En août 1914, la ligne est endommagée pendant les combats entre les armées française et allemande. Elle ferme le 24 août et ne rouvre partiellement le 1er février 1915 jusqu'à Celles-sur-Plaine, le reste de la vallée étant sous contrôle allemand, qui dépose la voie métrique pour implanter sur la plate-forme une voie étroite connectée au réseau militaire allemand. La réouverture des autres tronçons se fait en 1919 : Allarmont (6 février), Bionville (hameau du Halbach) et Vexaincourt (12 avril), Luvigny (25 mai), Raon-sur-Plaine (13 juin).
Au début de la seconde guerre mondiale, le responsable de la ligne est déporté avec un de ses agents et deux des trois chauffeurs. Faute de combustible et du fait de plusieurs destructions, le service s'arrête en 1944. La reprise du trafic se fait le 3 juin 1946 entre la gare de Raon-l'Étape Transit et Raon-sur-Plaine. La section Raon-l'Étape gare de l'Est — Raon-l'Étape Transit n'est plus exploitée.
Le conseil général des Vosges décide le 3 novembre 1949 de suspendre l'exploitation « en raison du déficit important apparu à la suite du retour de la concurrence routière » et demande le déclassement de la ligne. Elle ferme le 1er mai 1950, un dernier convoi très décoré remontant la vallée.

## Exploitation

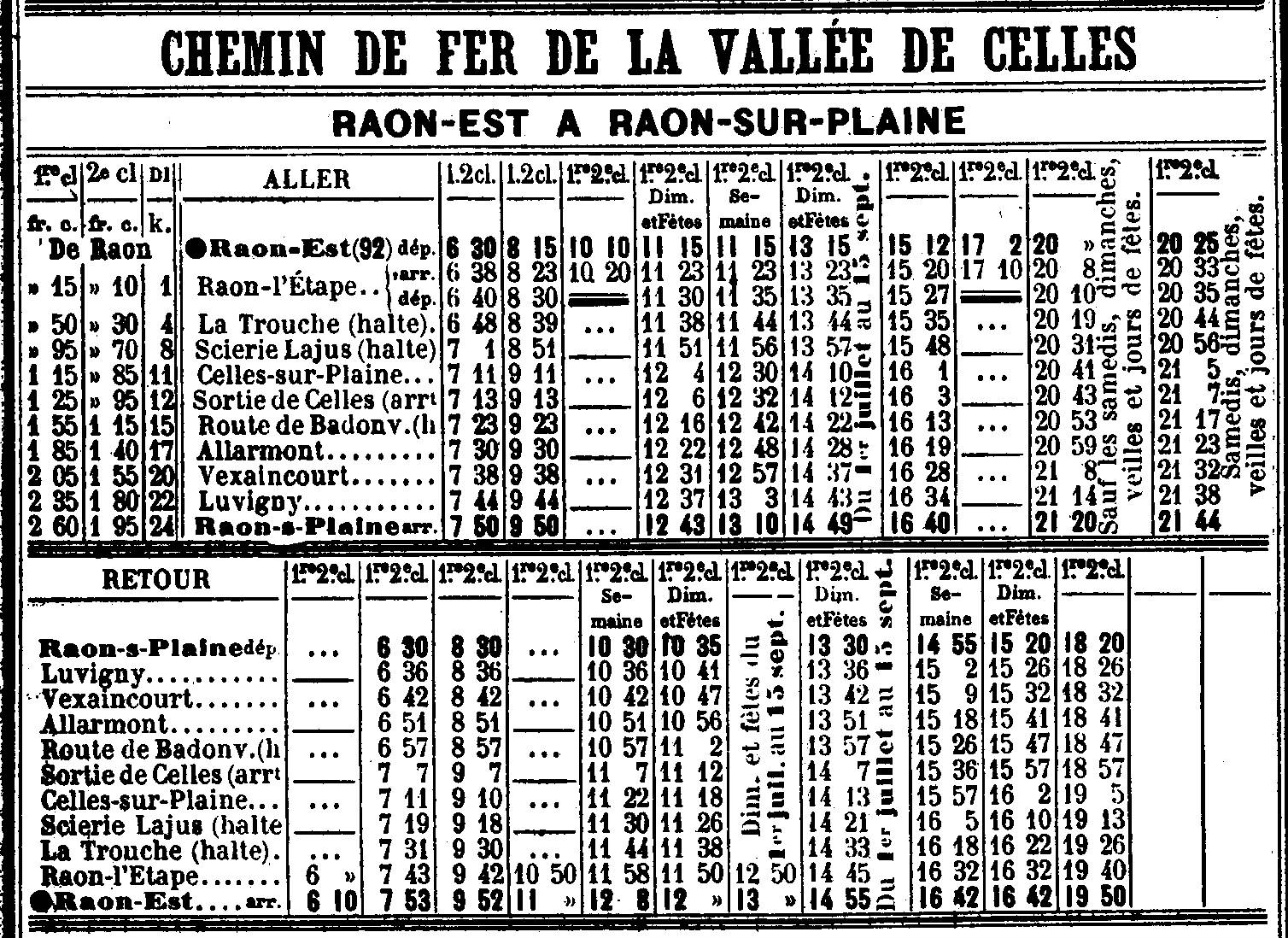
Horaires de la ligne en mai 1914

La ligne assurait sept allers-retours quotidiens à son ouverture en 1907 et jusqu'à la Première Guerre mondiale. Le trajet entre Raon-l'Étape (gare de l'Est) et Raon-sur-Plaine se faisait en 1h19 (meilleur temps) avec 13 arrêts fixes ou facultatifs.
La paix revenue et la ligne reconstruite, le service était de 4 trains par jour dans chaque sens, abaissé à trois allers-retours quotidiens en 1938.
Après la réouverture de 1946, un seul aller et retour quotidien est assuré, avec des compléments les jours de marché et les dimanches et fêtes.

### Matériel roulant
En 1927, la compagnie disposait de :
- 3 locomotives à vapeur à 3 essieux ;
- 13 voitures à voyageurs, de 40 places ;
- 33 wagons à marchandises[4].